# جانکارلو د سیستی
جانکارلو د سیستی (به ایتالیایی: Giancarlo De Sisti) بازیکن فوتبال اهل ایتالیا است 

## تیم ملی
از سال ۱۹۶۷ میلادی عضو تیم ملی فوتبال ایتالیا بوده و در ۲۹ بازی ملی حضور داشته‌است. او در بازی‌های ملی‌اش ۴ گل به ثمر رساند.
جانکارلو د سیستی آخرین بازی ملی خود را در سال ۱۹۷۲ میلادی انجام داد.